# Rêve d'Or
'Rêve d'Or' est un cultivar de rosier grimpant obtenu en 1869 par le rosiériste lyonnais Ducher (1820-1874). Il est toujours très apprécié des amateurs de roses anciennes. 

## Description

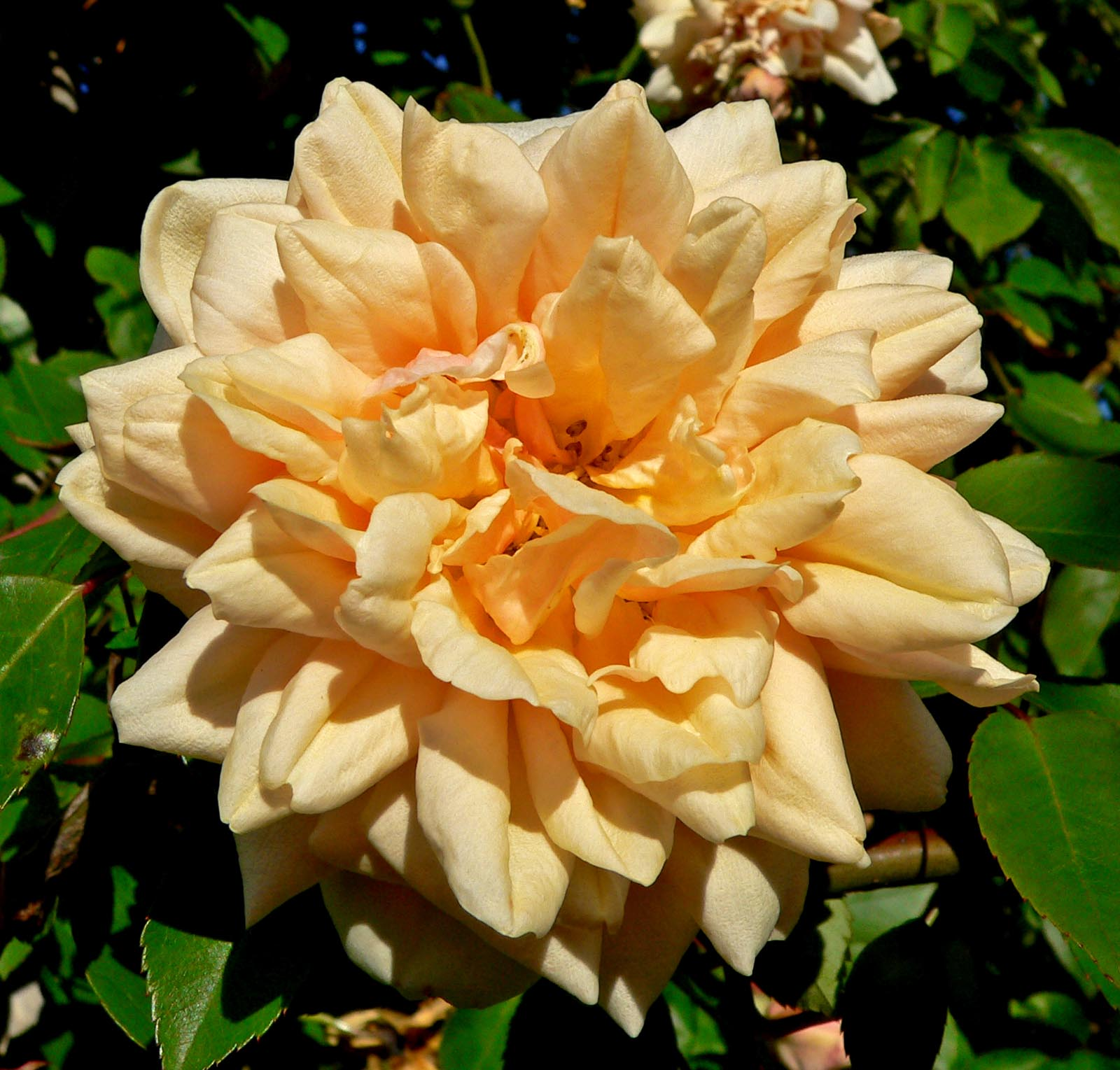
'Rêve d'Or' au San José Heritage Rose Garden.

Ce rosier grimpant se couvre de roses jaune d'or voire jaune cuivré, dont les boutons sont rose foncé, laissant la place à des rosettes turbinées puis de plus en plus épanouies à l'allure chiffonnée en bouquets. Elles sont parfumées et leur floraison est très remontante. En forme de globes de 26 à 40 pétales, elles résistent à la pluie.
Le buisson présente un feuillage d'abord pourpre puis vert mat. Ses rameaux s'élèvent de 300 cm à 550 cm.
Sa zone de rusticité est de 6b à 9b (-15°). Il a besoin d'être abrité du vent et d'être exposé aux rayons de soleil. Il est parfait pour couvrir des barrières et des murets. 
'Rêve d'Or' est issu d'un semis de 'Madame Schultz'. Tchekhov avait planté des roses 'Rêve d'Or' dans le jardin de sa villa de Yalta en Crimée.

## Descendance
Il a donné naissance au rosier de Noisette jaune 'Madame Pierre Cochet' (Cochet 1891) et au rosier thé 'Madame Jules Gravereaux' (Soupert & Notting, 1900).